# زيغ (لغة برمجة)
زيغ (بالإنجليزية: Zig) هي لغة برمجة مفتوحة المصدر وموجهة للأداء والسلامة. تم تصميم زيغ لتكون سهلة الاستخدام وفعالة من حيث استهلاك الموارد والأداء.
1. الأداء العالي: زيغ مصممة لتوفير أداء عالي وتحسين استهلاك الموارد. هذا يجعلها مناسبة لتطوير التطبيقات التي تتطلبُ أداءً ممتازًا مثلَ الألعاب والأنظمة المضمنة.
2. السلامة: تمتلك زيغ ميزات لضمان سلامة البرامج. تسعى إلى تقديم أكبر قدر من السلامة أثناء تنفيذ البرامج مما يقلل من الأخطاء والعيوب.
3. سهولة الاستخدام: تم تصميم زيغ بطريقة تجعلها سهلة الاستخدام وَسهلة الفهم. تعتبرُ اللغة مفتوحة المصدر ويمكن للمطورين المشاركة في تطويرها وتحسينها.
4. متعددة المنصات: يمكن استخدام زيغ على مختلف المنصات بما في ذلك أنظمة التشغيل المختلفة مثل لينكس وويندوز وماك أو إس.
5. المجتمع والدعم: زيغ تمتلك مجتمع نشط من المطورين والمساهمين. يوفر هذا دعمًا مهمًا للمطورين وَدليل الإستخدام ومكتبات مفيدة.
6. تكامل سي: يمكن تكامل زيغ بسهولة مع البرامج المكتوبة بلغة البرمجة سي، مما يتيح للمطورين الاستفادة من التراث الواسع لبرامج سي الموجودة.

من الجدير بالذكر أن زيغ لا تزال في مرحلة التطوير والنمو، وهي ليست باللغة الشائعة مثل سي++ أو بايثون، ولكنها تثير اهتمام مجتمع المطورين بسبب مزاياها في الأداء والسلامة.

## بنية اللغة
مثال عن برنامج أهلا بالعالم:
```
const
 
std
 
=
 
@import
(
"std"
);

pub
 
fn
 
main
()
 
!
void
 
{

    
const
 
stdout
 
=
 
std
.
io
.
getStdOut
().
writer
();

    
try
 
stdout
.
print
(
"Hello, {s}!
\n
"
,
 
.{
"world"
});

}

```